# Дершен
Дершен (њем. Derschen) општина је у њемачкој савезној држави Рајна-Палатинат. Једно је од 119 општинских средишта округа Алтенкирхен (Вестервалд). Према процјени из 2010. у општини је живјело 1.100 становника. Посједује регионалну шифру (AGS) 7132019.

## Географски и демографски подаци
Дершен се налази у савезној држави Рајна-Палатинат у округу Алтенкирхен (Вестервалд). Општина се налази на надморској висини од 400 метара. Површина општине износи 7,1 km². У самом мјесту је, према процјени из 2010. године, живјело 1.100 становника. Просјечна густина становништва износи 155 становника/km².